# Andres Luure
Andres Luure (* 22. května 1959) je estonský filosof, sémiotik a překladatel. Je též klíčovou postavou estonské Wikipedie.

## Studium a vědecká dráha
Andres Luure vystudoval teoretickou matematiku na Tarbatské univerzitě (1977–1979) a na Moskevské státní univerzitě (1979–1983). V roce 1998 získal na Tallinské univerzitě titul M.Sc. za práci A combinatorial model of referring pod vedením Lembita Valta, v roce 2006 na Tarbatské univerzitě titul Ph.D. za práci Duality and sextets: a new structure of categories pod vedením Kaleviho Kulla.
V letech 1983–1999 pracoval Andres Luure jako počítačový odborník a programátor, od roku 1994 souběžně vyučoval na Tallinské univerzitě. Od roku 2004 je na plný úvazek vědeckým pracovníkem Katedry filosofie Estonského ústavu humanitních věd při Tallinské univerzitě. Kromě toho překládá filosofickou literaturu z vícera jazyků do estonštiny, mj. díla Ludwiga Wittgensteina, Jürgena Habermasa nebo Gilberta Ryla.

## Práce pro Wikipedii
Andres Luure byl jedním z prvních přispěvatelů a správců estonské jazykové verze Wikipedie a již od těchto počátků je klíčovou osobou a uznávanou autoritou mezi estonskými wikipedisty. Za tuto práci mu bylo roku 2008 estonským Centrem pro rozvoj dobrovolnictví uděleno ocenění Dobrovolník roku (estonsky Aasta vabatahtlik).

## Publikace

### Vlastní práce
- LUURE, Andres. Duality and sextets: a new structure of categories. Tartu: Tartu Ülikooli Kirjastus, 2006. ISBN 9949-11-496-9. (anglicky)
- Řada článků ve sbornících a vědeckých periodikách

### Překlady
- WITTGENSTEIN, Ludwig. Filosoofilised uurimused (Philosophische Untersuchungen). Tartu: Ilmamaa, 2005. ISBN 9985770803. (estonsky) (z angličtiny)
- BECK, Ulrich. Riskiühiskond: teel uue modernsuse poole. Tartu: Tartu Ülikooli Kirjastus, 2005. ISBN 9949111803.
- DOMMERMUTH-GUDRICH, Gerold; BRAUN, Ulrike. Müüdid: tuntumad vanakreeka müüdid. Tallinn: TEA Kirjastus, 2004. ISBN 9985713893.
- SICHTERMANN, Barbara; SCHWOTZER, Guntram. Paarid: kõige kuulsamad armastajapaarid. Tallinn: TEA Kirjastus, 2004. ISBN 9985713702.
- SAARINEN, Esa. Symposium : filosoofiaõpik. Tallinn: Avita, 2003. ISBN 9985208765. (z finštiny)
- HABERMAS, Jürgen. Avalikkuse struktuurimuutus: uurimused ühest kodanikuühiskonna kategooriast (Strukturwandel der Öffentlichkeit). Tallinn: Kunst, 2001. ISBN 5899202777. (z němčiny)
- WITTGENSTEIN, Ludwig. Tõsikindlusest (Über Gewissheit). Tartu: Ilmamaa, 2000. ISBN 9985878604.
- řada kratších překladů vydaných ve sbornících a vědeckých periodikách